# Flaga Włodawy
Flaga Włodawy – flaga miasta Włodawy zaprojektowana przez Alfreda Znamierowskiego z Instytutu Heraldyczno-Weksylologicznego.

## Opis
Flaga podzielona pionowo na dwie strefy: 1) płat zielony o szerokości 3/8 długości, w centrum części czołowej emblemat złożony z włóczni w słup i dwóch mieczy w krzyż skośny; 2) w części swobodnej o szerokości 5/8 długości flagi dwa trójkąty równoramienne o podstawie 1/2 wysokości, których i wierzchołki dochodzą do skraju swobodnego.

## Symbolika
Barwy zielona i biała flagi są nawiązaniem do barw herbowych Włodawy. Białe trójkąty równoramienne tworzą literę „W” – inicjał nazwy miasta. Włócznia i miecz są atrybutami rycerza z herbu Włodawy, a także stanowią w pewnym sensie nawiązanie do herbu szlacheckiego Jelita, widniejącego na herbie powiatu włodawskiego i będącego znakiem rodowym Zamoyskich, którzy w XIX w. byli właścicielami dóbr włodawskich, czyli Włodawy i sąsiednich miejscowości.